# Altmünden

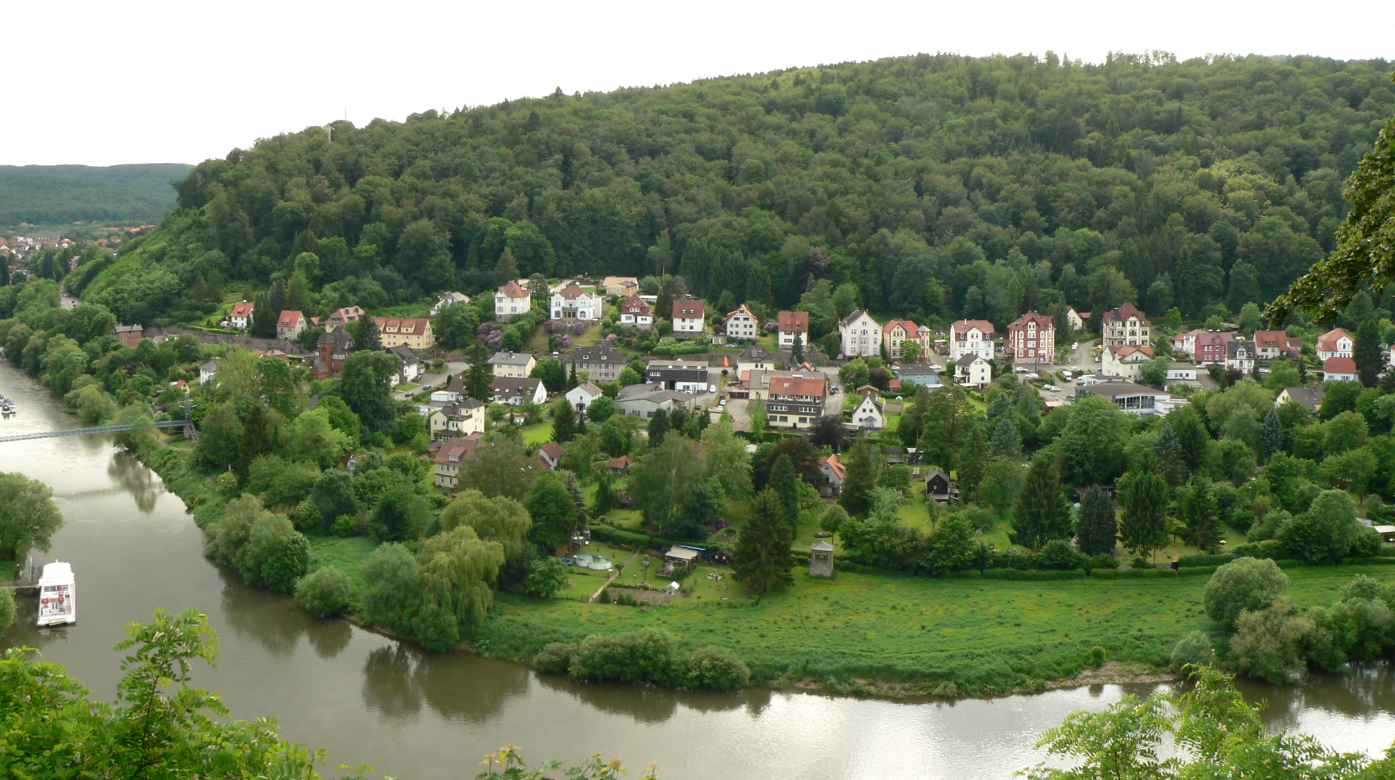
Blick von der Weserliedanlage auf Altmünden

Altmünden ist ein Stadtteil der im niedersächsischen Landkreis Göttingen liegenden Stadt Hann. Münden. Mit 507 Einwohnern (Stand 31. Dezember 2022) ist er bevölkerungsmäßig der kleinste Stadtteil. Im Bereich von Altmünden befand sich die wüst gefallene Siedlung Gimundi, die als eine Vorläufersiedlung des um 1180 erstmals urkundlich erwähnten Mündens gilt.

## Geographische Lage
Das Dorf Altmünden liegt links der Weser im Oberen Wesertal und ist zwischen dem Reinhardswald im Westen und dem jenseits des Flusses gelegenen Bramwald im Osten eingebettet. Es breitet sich nördlich von Neumünden auf einem schmalen Streifen zwischen der Weser und dem Osthang des Reinhardswaldes aus. Hindurch führen die Bundesstraßen 3 und 80, die östlich des Dorfs gemeinsam über die Mündener Weserbrücke in Richtung des jenseits des Flusses liegenden Gimte verlaufen. Als Fußgängerverbindung in den Ortskern dient die Blaue Brücke über die Fulda, die jedoch seit 2022 wegen mangelnder Tragfähigkeit dauerhaft gesperrt ist.

## Beschreibung

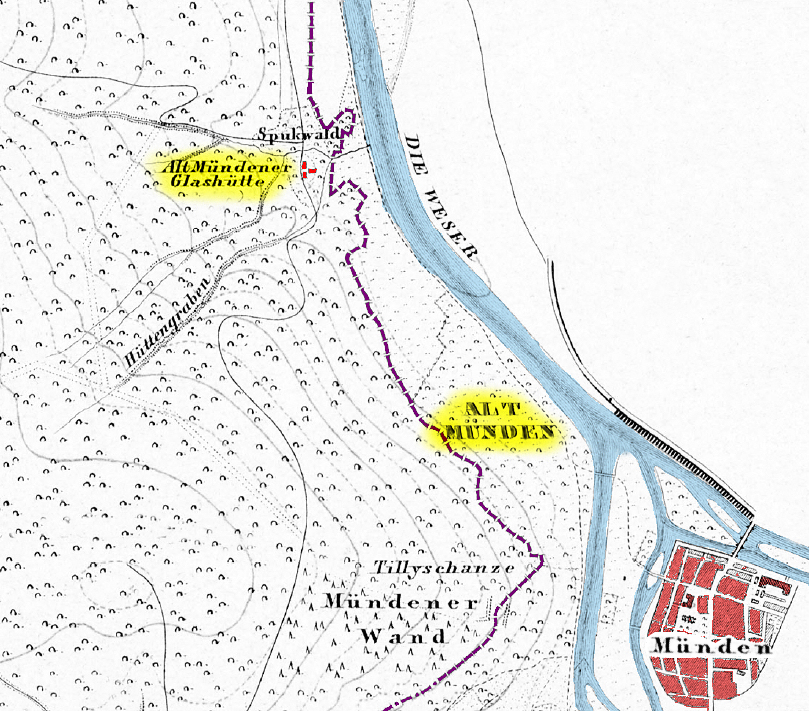
Landkarte von 1857 mit Altmünden, der Glashütte Altmünden und Münden, Landesgrenze violett

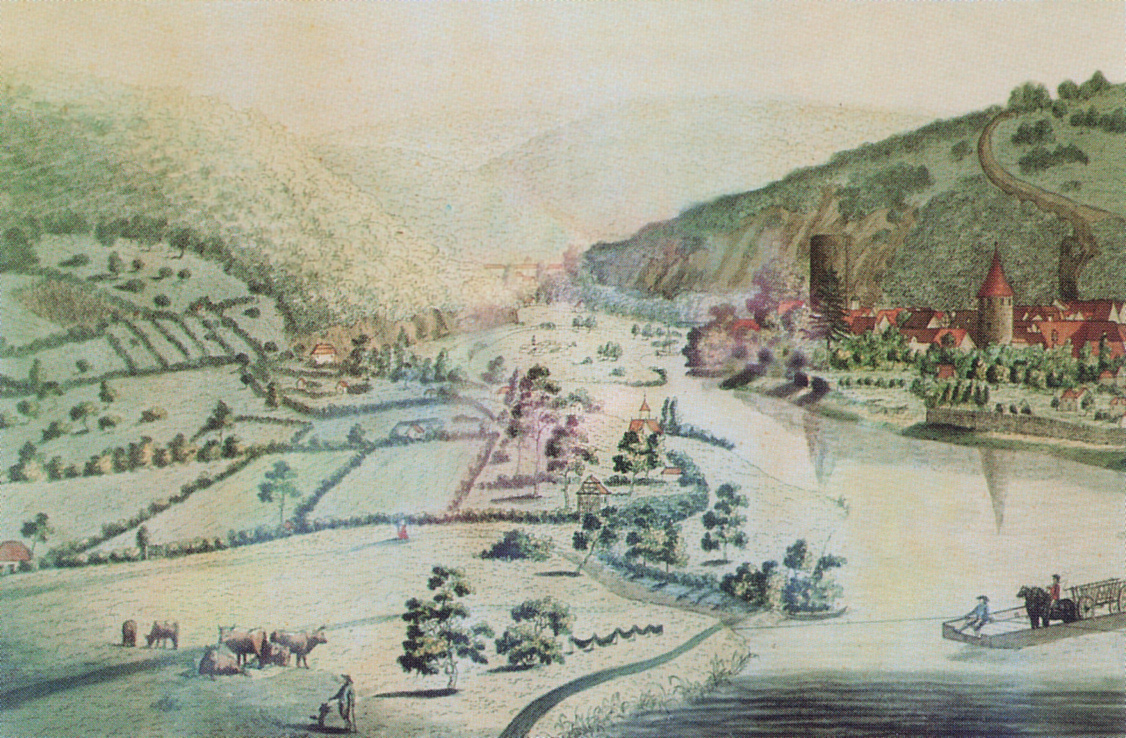
Wüst gefallener Siedlungsbereich von Altmünden auf der linken Weserseite mit der St. Laurentius-Kirche (Bildmitte), gegenüber Münden, 1791

Die heute vorhandene Bebauung Altmündens entwickelte sich ab Ende des 19. Jahrhunderts. An der Weser finden sich zahlreiche Kleingärten. In nördlicher Richtung befinden sich Industrie- und Gewerbeansiedlungen. 

## Geschichte
Der Stadtteil Altmünden befindet sich an der Stelle, an der sich die wüst gefallene Siedlung Gimundi, auch Gemundin genannt, befand. Sie wurde um das Jahr 800 vom Mindener Bischof Erkanbert dem Kloster Fulda geschenkt. 1019 wird Gemundin in einer Grenzbeschreibung Heinrichs II. erwähnt, als er den Forstbezirk des Reinhardswaldes dem Paderborner Bischof Meinwerk schenkte. Im Jahr 1049 hielt sich Kaiser Heinrich III. in Gimundin auf, das 1273 erstmals als Oldenmunden erwähnt wird. Das Siedlungsbild ist nicht überliefert, aber es dürfte sich um verstreute Hofstellen gehandelt haben. Innerhalb der Siedlung stand die St. Laurentius-Kirche, deren älterer Teil zwischen 1000 und 1200 errichtet und die im 13. Jahrhundert erweitert wurde. 1304 gehörte die Siedlung dem Kloster Hilwartshausen, in deren Urkunden sie 1322 mit einem dort vorhandenen steinernen Gebäude erwähnt wurde. 1408 hatte Altmünden laut Aufzeichnungen des Klosters Hilwartshausen 52 Hofstellen. 1534 besaß Altmünden noch etwa 35 Hofstellen. Die Siedlung verschwand im Laufe der Zeit weitgehend. Bereits in den 1560er und 1570er Jahren zeigt ein Kartenriss von der Siedlung nur noch die Kirche. Auch Stadtansichten von Münden und Karten aus dem 18. bis 19. Jahrhundert zeigen keine geschlossene Bebauung mehr, sondern nur noch Einzelgebäude. Einziger baulicher Überrest ist die Kirchenruine St. Laurentius, die im Dreißigjährigen Krieg abgebrochen wurde und deren Reste in den 1990er Jahren archäologisch untersucht wurden. Ab dem 17. Jahrhundert wurde die frühere Ortslage von Altmünden als Gartengelände genutzt.
Zu Altmünden gehörig, aber auf hessischem Boden errichtet, stand die Glashütte Altmünden, die Landgraf Moritz von Hessen-Kassel 1594 für seine Hofhaltung in Kassel errichten ließ. Sie produzierte als erste Glashütte in Hessen weißes Glas, statt des bis dahin üblichen grünen Waldglases. Seit der Produktionseinstellung im Jahre 1818 dient das Wohngebäude des Glashüttenpächters als hessisches Forsthaus.